# Porsche 918
Unter der Typenbezeichnung Porsche 918 hat der Sportwagenhersteller Porsche bislang zwei verschiedene Fahrzeugkonzepte vorgestellt, die beide als Hochleistungs-Mittelmotor-Fahrzeuge mit Hybridantrieb ausgelegt sind.
Der 918 Spyder ist ein zweitüriger und zweisitziger Supersportwagen mit einer Roadster-Karosserie. Er wurde am 1. März 2010 beim Genfer Auto-Salon vorgestellt, die Markteinführung war im November 2013. Der Grundpreis lag bei 768.026 Euro, für gewichtsoptimierte Fahrzeuge mit Weissach-Paket bei 839.426 Euro. Die Produktion des auf 918 Exemplare limitierten Modells wurde am 19. Juni 2015 eingestellt. Der 918 Spyder soll jedoch weiterhin als Impulsgeber für technische Entwicklungen dienen. Dabei wird der Schwerpunkt insbesondere auf der Weiterentwicklung des Antriebskonzepts liegen, bestehend aus zwei Elektromotoren und einem Verbrennungsmotor.
Der 918 RSR ist eine auf dem Spyder basierende Studie eines Rennwagens mit Komponenten der Antriebstechnik aus dem Porsche 997 GT3 R Hybrid. Der RSR wurde im Januar 2011 auf der Detroiter North American International Auto Show vorgestellt.
Für das Design war Michael Mauer verantwortlich. Der damalige Porsche-Entwicklungschef Wolfgang Dürheimer wurde für das Auto von dem Automagazin Top Gear als „Mann des Jahres 2010“ ausgezeichnet.

## 918 Spyder
Zunächst war der 918 Spyder nur ein Konzeptfahrzeug, einer Serienproduktion stimmte der Aufsichtsrat jedoch am 28. Juli 2010 zu.

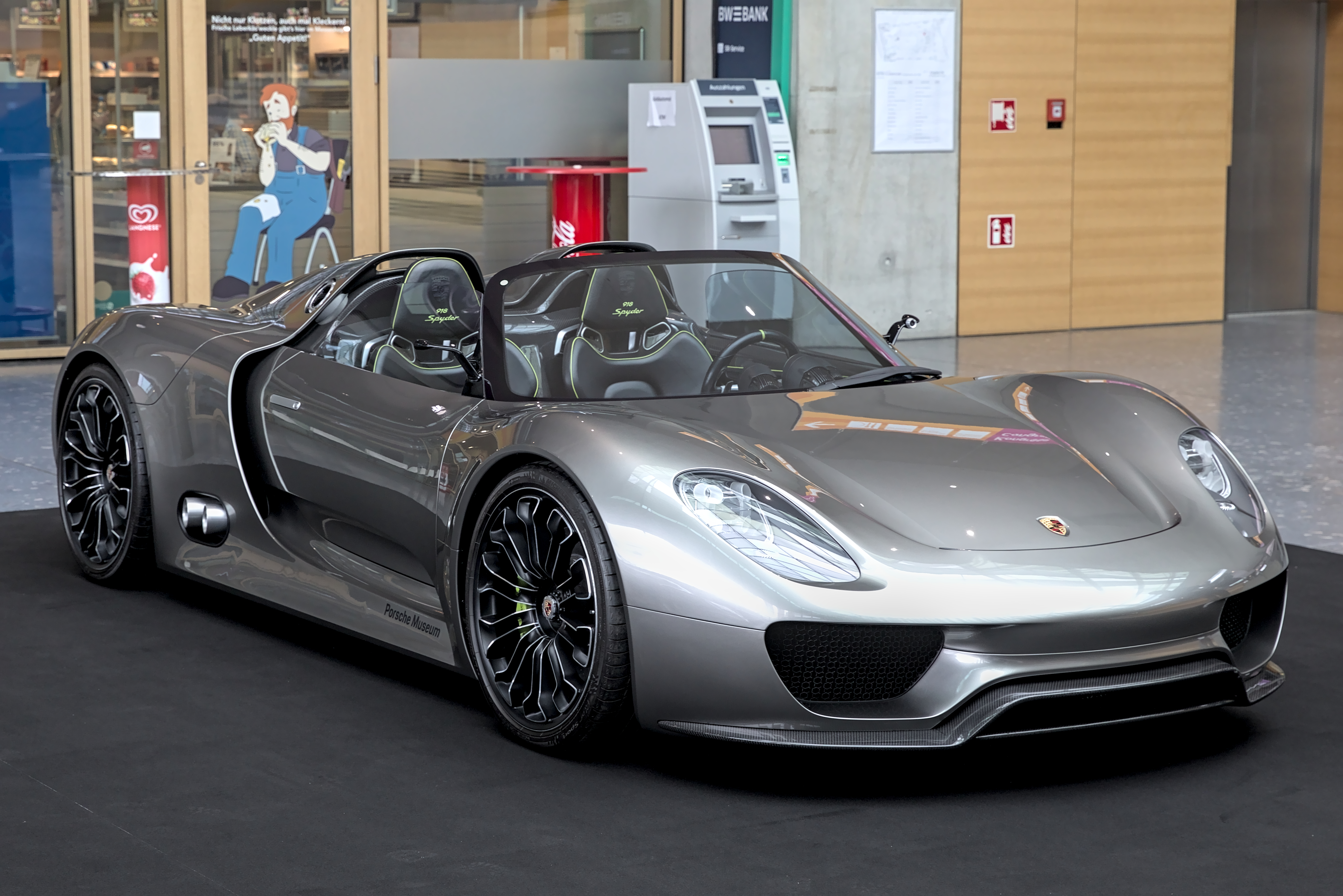
Das Konzeptfahrzeug R918 Spyder

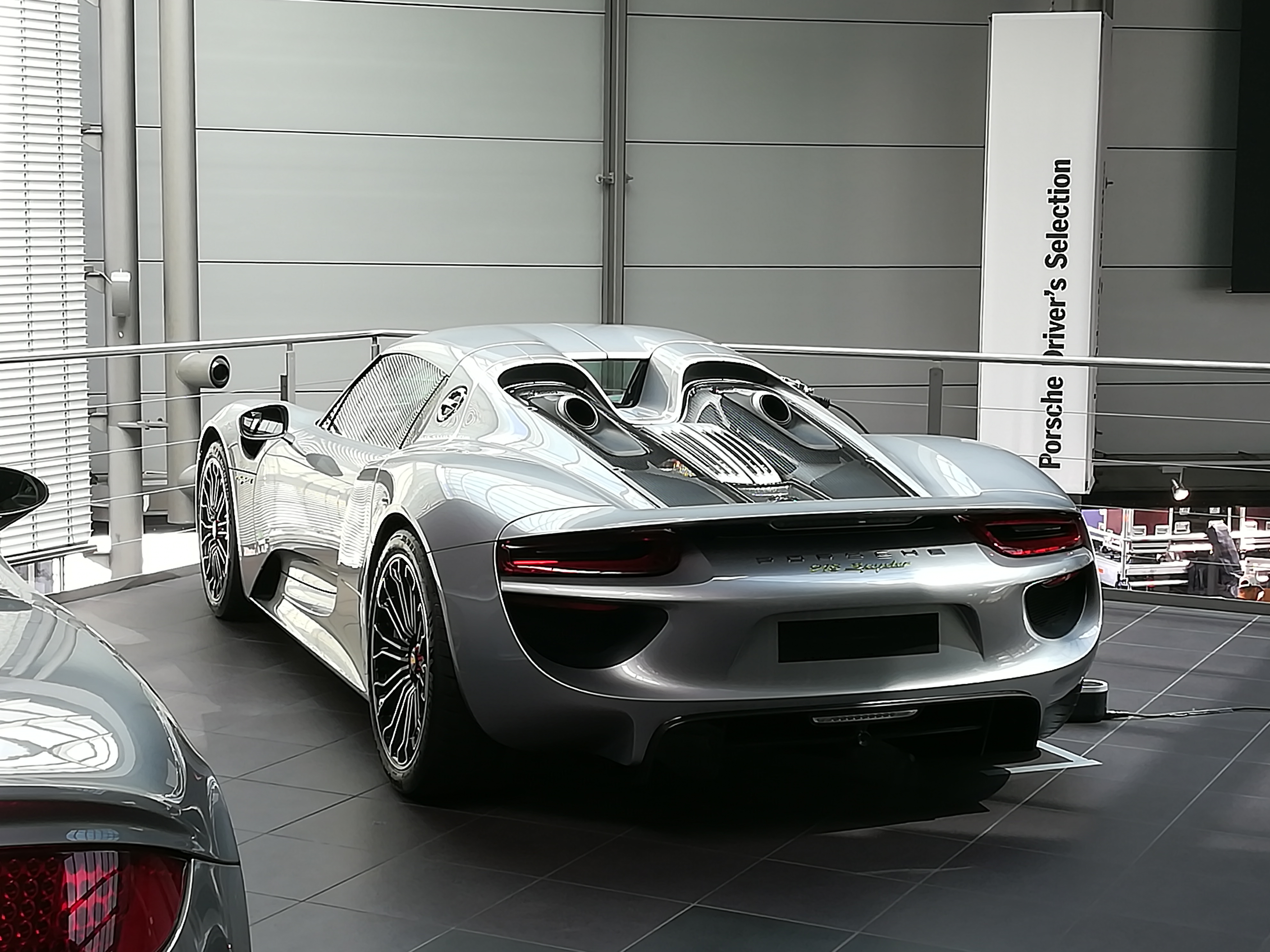
Heckansicht

Der 918 Spyder wird von einem V8-Motor mit 4,6 Liter Hubraum mit 447 kW (608 PS) angetrieben, der auf dem 3,4-Liter-Motor des Porsche RS Spyder basiert, sowie von einem Elektromotor an der Vorderachse 95 kW (129 PS) und einem an der Hinterachse 115 kW (156 PS). Die Gesamtleistung der Motoren beträgt 652 kW (887 PS).
Der 918 Spyder hat einen elektrischen Allradantrieb mit Torque Vectoring. Bis zu einer Reichweite von 25 Kilometern kann das Fahrzeug rein elektrisch fahren. Da der 6.8-kWh-Akku zudem als Plug-in-Hybrid extern geladen werden kann und diese Energie (theoretisch etwa einem halben Liter Benzin entsprechend) in dem europäischen Norm-Verbrauch nicht berücksichtigt wird, erreicht das Fahrzeug einen theoretischen Verbrauch von 3,0 Liter Benzin auf 100 Kilometer, was einem CO2-Ausstoß von 70 g/km entspricht.
Die Kraft wird über ein Doppelkupplungsgetriebe (PDK) übertragen. Eine Bremsenergierückgewinnung überträgt die Energie auf einen knapp 100 kg schweren Lithium-Ionen-Akkumulator, der sich zwischen Tank und Motor befindet. Die Karosserie ist als eine modular aufgebaute Struktur mit einem Monocoque aus CFK aufgebaut.
Am 18. September 2012 fuhr der 918 Spyder auf der Nürburgring-Nordschleife eine Porsche-Rekordzeit von 7:14 Minuten. Die Gesamtprojektleitung für den im Porsche-Entwicklungszentrum in Weissach entwickelten 918 Spyder hatte Frank-Steffen Walliser. Am 4. September 2013 verbesserte Marc Lieb den Rundenrekord des 918 Spyders auf der Nürburgring-Nordschleife auf 6:57 Minuten; somit 17 Sekunden schneller als die bestehende Bestmarke der in Serie produzierten Fahrzeuge mit straßenzugelassener Bereifung. Gefertigt wurde der 918 Spyder im Porsche-Stammwerk in Zuffenhausen.

### Technische Daten
| Modell                          | 918 Spyder                               |
| Motorbauart                     | 4,6 L V8-Saugmotor und 2 Synchronmotoren |
| Einbaulage                      | mittig längs                             |
| Hubraum                         | 4593 cm³                                 |
| Bohrung × Hub                   | 95,0 × 81,0 mm                           |
| Leistung (Ottomotor)            | 447 kW (608 PS) bei 8500/min             |
| Literleistung                   | 97,3 kW/l                                |
| Leistung (Elektromotoren)       | vorne 95 kW hinten 115 kW                |
| Gesamtleistung                  | 652 kW (887 PS)                          |
| Max. Drehmoment                 | 1280 Nm (im 7. Gang) bei 1000 min−1      |
| Kraftübertragung                |                                          |
| Antrieb                         | Allrad                                   |
| Getriebe                        | 7-Gang-Doppelkupplung                    |
| Abmessungen                     |                                          |
| Länge × Breite × Höhe           | 4645 × 1940 × 1167                       |
| Radstand                        | 2730 mm                                  |
| Leergewicht                     | 1.674 (1.634)* kg                        |
| Fahrleistungen (Werksangaben)   |                                          |
| Höchstgeschwindigkeit           | 345 km/h                                 |
| Beschleunigung (0–100 km/h)     | 2,6 s                                    |
| Beschleunigung (0–200 km/h)     | 7,3 (7,2)* s                             |
| Beschleunigung (0–300 km/h)     | 20,9 (19,9)* s                           |
| Fahrleistungen (Testergebnisse) |                                          |
| Höchstgeschwindigkeit           | 351,5 km/h                               |
| Beschleunigung (0–100 km/h)     | 2,53 s                                   |
| Beschleunigung (0–200 km/h)     | 7,0 s                                    |
| Beschleunigung (0–300 km/h)     | 19,1 s                                   |
| Beschleunigung (400 Meter)      | 9,8 s @ 238,6 km/h                       |
| Beschleunigung (1 Kilometer)    | 17,75 s @ 295,9 km/h                     |
| Bremsleistung (100-0 km/h)      | 29,4 Meter                               |
| Bremsleistung (200-0 km/h)      | 122,1 Meter                              |
| Rundenzeit Nürburgring          | 6:57.00 Min. (Marc Lieb)                 |
| Rundenzeit Willow Springs       | 1:23.54 Min. (Randy Pobst)               |
| Verbrauch und Emissionen        |                                          |
| Kohlenstoffdioxid-Emissionen    | 72 (70)* g/km                            |
| Verbrauch (NEFZ)                | 3,1 (3,0)* Liter Super Plus auf 100 km   |
| Preis                           |                                          |
| Grundpreis (ab 2013)            | ab 768.026 € (ab 839.426 €)*             |

 * Fahrzeug mit Weissach-Paket

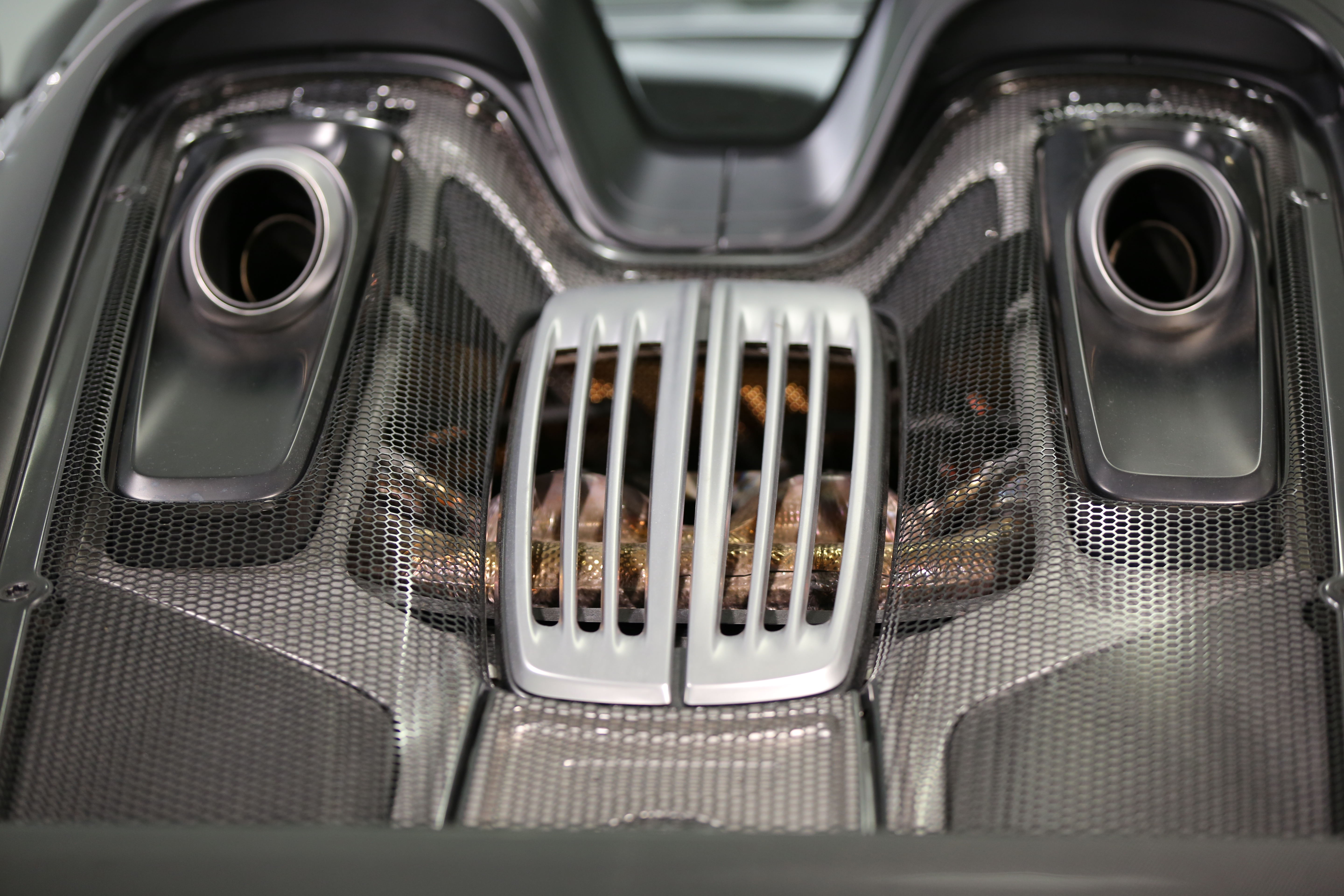
Porsche 918 Spyder – Motor
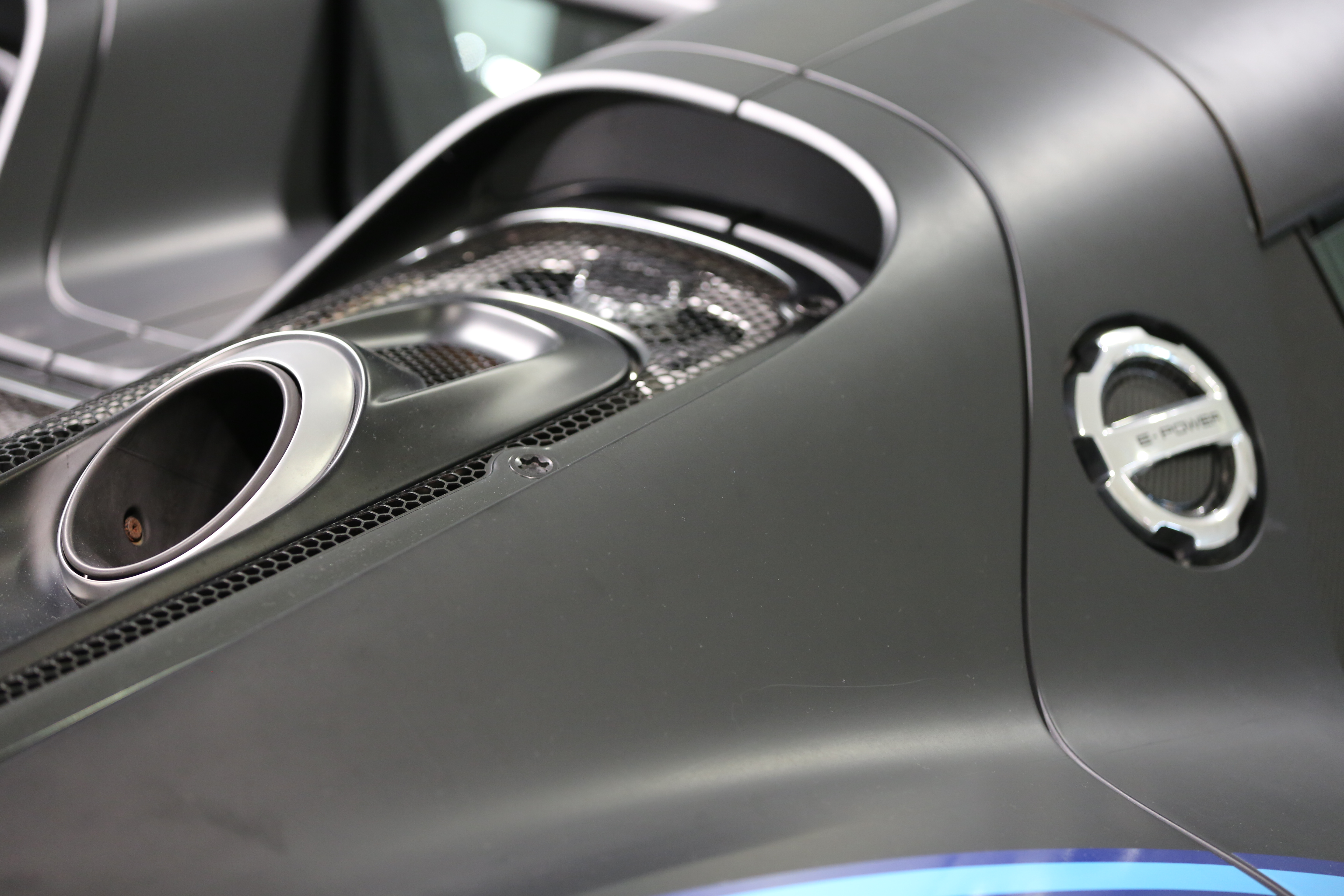
Porsche 918 Spyder – Detail
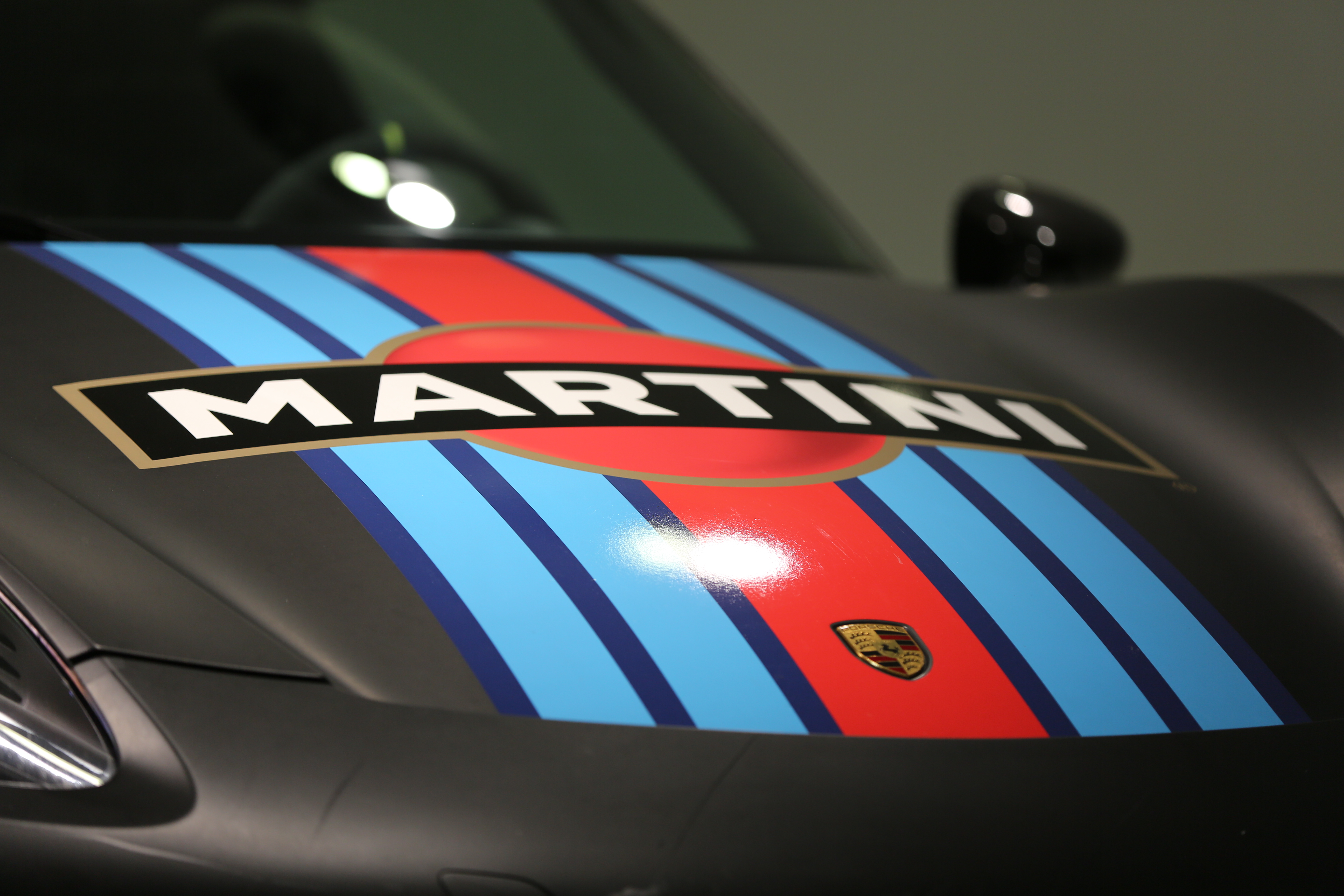
Porsche 918 Spyder – Martini
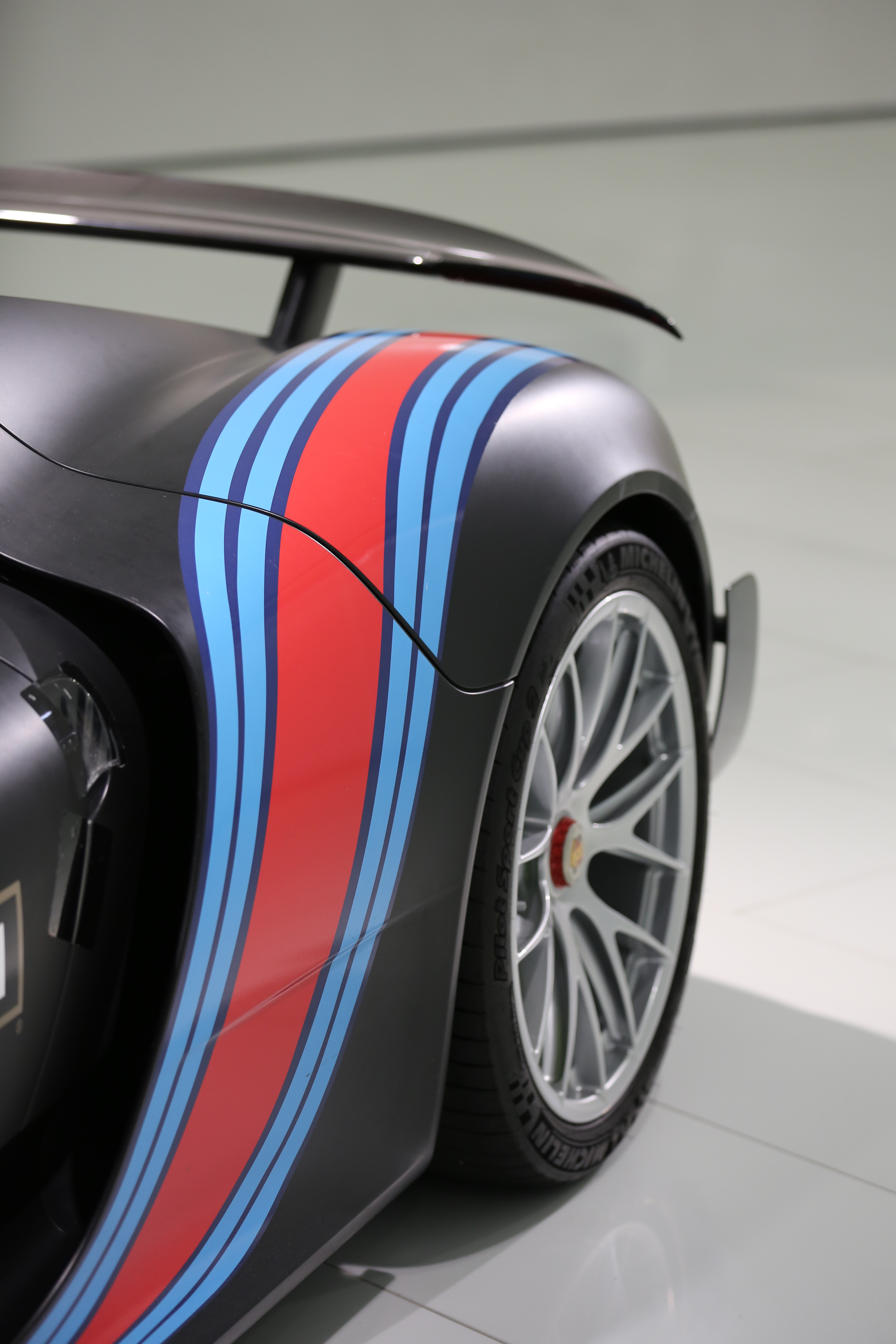
Porsche 918 Spyder – Fender
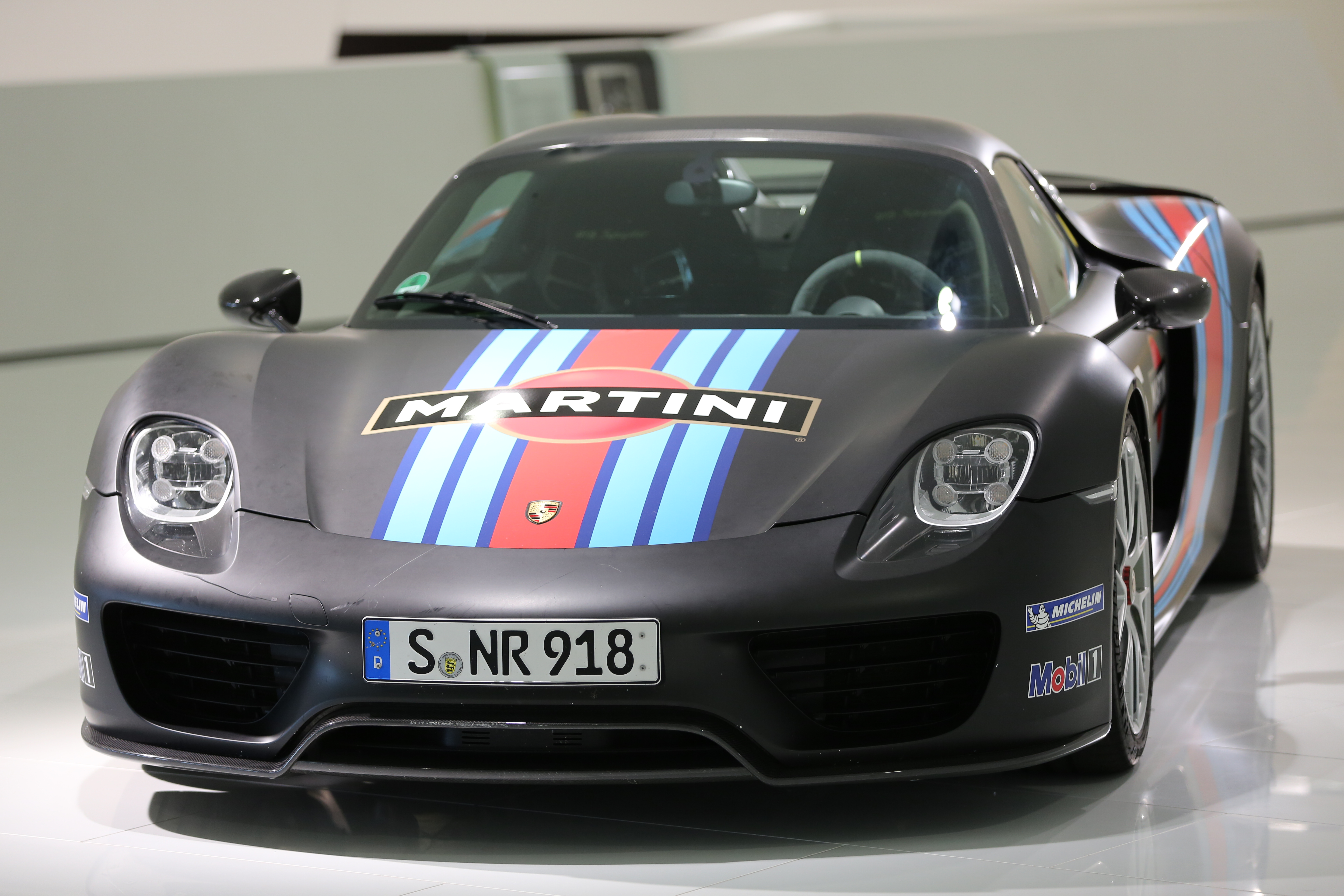
Porsche 918 Spyder, Porsche-Museum, August 2015

## Produktionszahlen 918
Gesamtproduktion Fahrzeuge von 2013 bis 2015
| Jahr | 2013 | 2014 | 2015 | Summe |
| ---- | ---- | ---- | ---- | ----- |
|      | 35   | 545  | 375  | 955   |

## Trivia
"Um die Wartezeit adäquat zu verkürzen, bis ihr persönlicher 918 Spyder fertiggestellt ist" (Zitat Porsche) wurde ein exklusives Sondermodell des 911 Turbo S (Typ 997) Edition 918 Spyder als Coupe oder Cabrio angeboten, welches weltweit auf 918 Exemplare limitiert wurde. Die Kontrastfarbe Acidgreen, die beim 918 Spyder Verwendung findet, wurde für die Bremssättel, die Unterseiten der Außenspiegel und die Typbezeichnung am Heck verwendet. Die Lufteinlässe für die Ladeluftkühler sind in Sichtcarbon gefertigt, die 19"-RS-Spyder-Felgen wurden schwarz lackiert. Auf Kundenwunsch konnte dieser Turbo in der Farbe des bestellten 918 Spyder geordert werden.
Daneben bot Porsche ein auf ebenfalls 918 Exemplare limitiertes, handgefertigtes Resin-Modell aus mehr als 165 Einzelteilen im Maßstab 1 : 8 an. Der Preis betrug 4.500,00 Euro für ein Standard-Modell in einer Vitrine. Für 8.000,00 Euro war zudem ein bis hin zum persönlichen Kraftfahrzeugkennzeichen individualisiertes Modell lieferbar, bei dem wie bei einem echten Fahrzeug der Käufer die Lackierung, das Interieur und eine Plakette mit der individuellen Nummer des Modells bestimmen konnte.
2014 erschien in Zusammenarbeit von Stefan Bogner, Jürgen Pander und Klaus-Achim Peitzmeier die Buch-Trilogie „Porsche 918 Spyder“ im Delius Klasing Verlag. Die Trilogie beinhaltet das „Picture Book“, „Fact Book“ und das „Story Book“, in welchen jeweils Bilder, Fakten und Geschichten dargestellt werden.

## 918 RSR

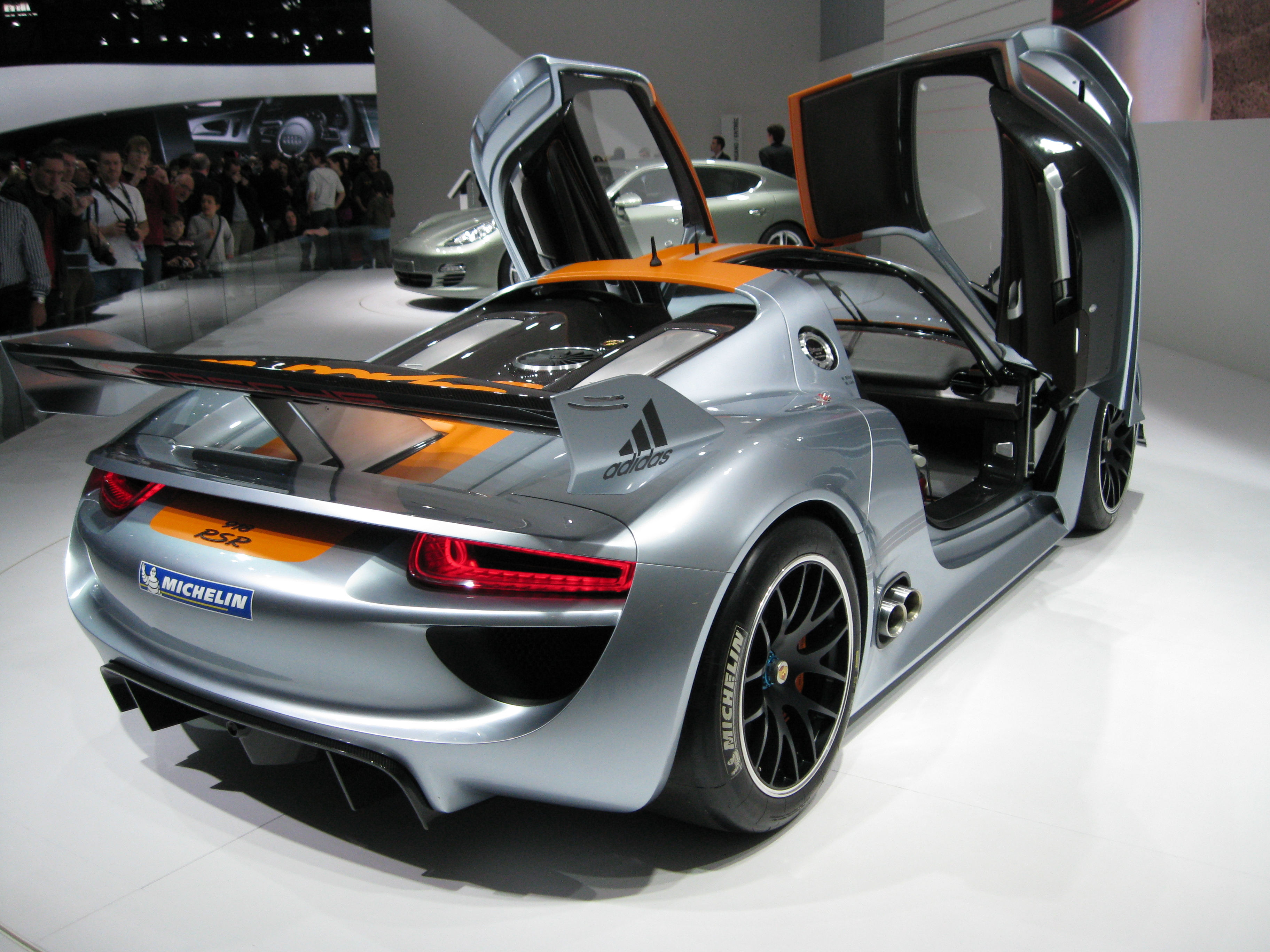
Heckansicht des 918 RSR auf dem Genfer Auto-Salon 2011

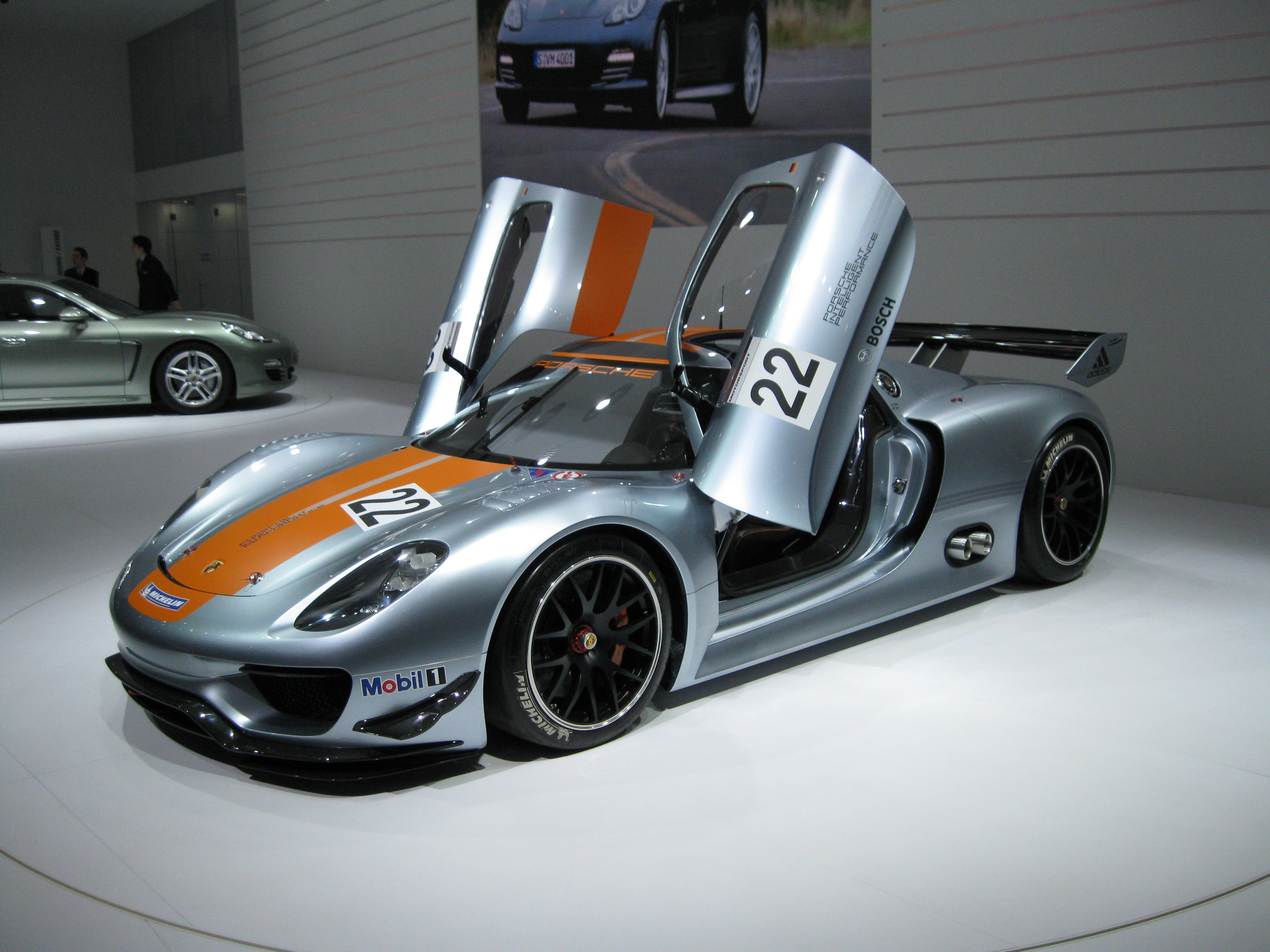
Der 918 RSR mit der Startnummer 22 auf dem Genfer Auto-Salon 2011

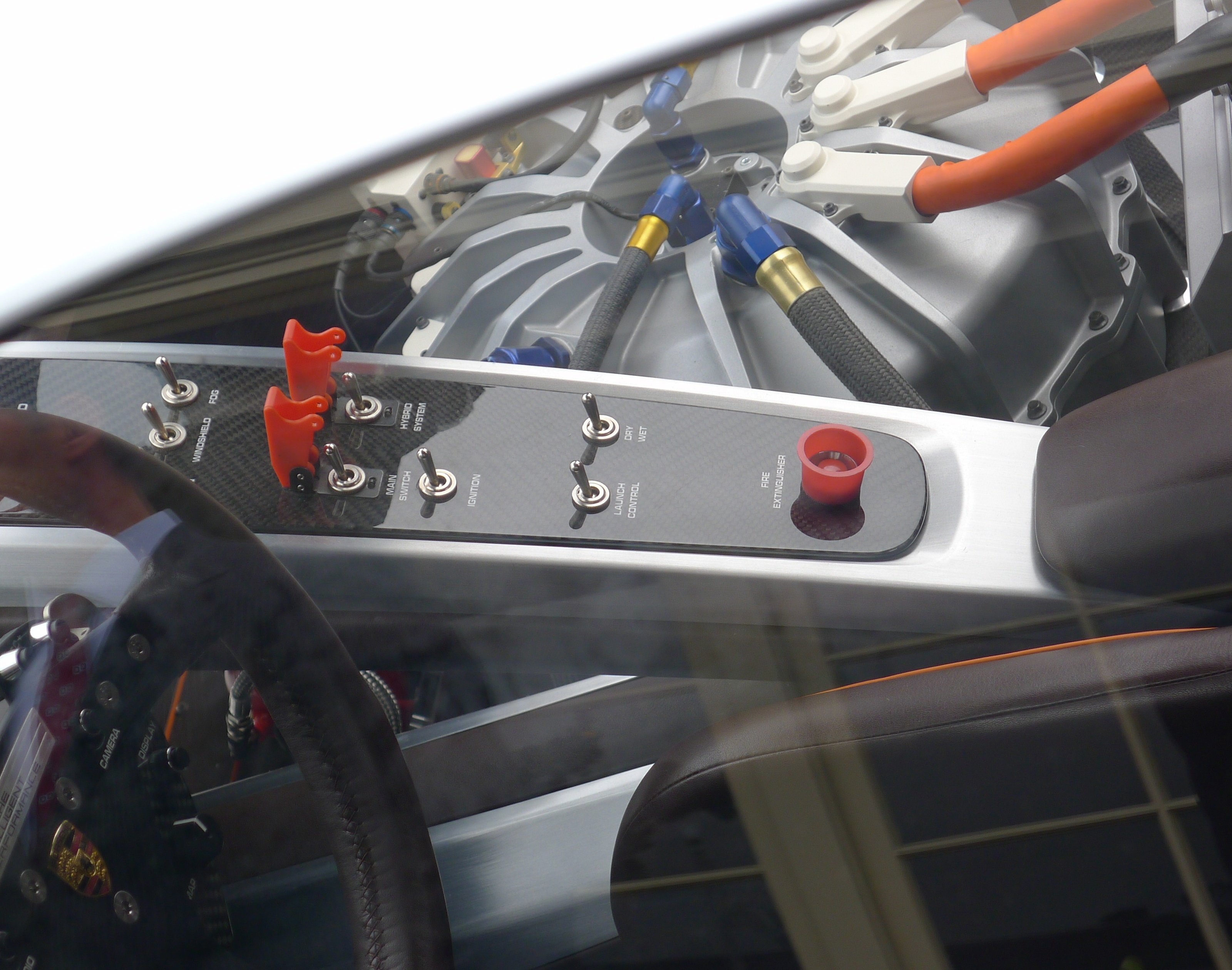
Mittelkonsole mit zahlreichen Kippschaltern

Auf der Detroit Motor Show 2011 stellte Porsche ein Mittelmotor-Coupé mit dem Design des 918 Spyder und dem Schwungradspeicher aus dem bereits erfolgreich erprobten Porsche 997 GT3 R Hybrid vor, der seine Zusatzleistung beim Bremsen aus der eigenen Fahrdynamik bezieht.
Die Studie des Porsche 918 RSR hat nun zwei Elektromotoren an den Vorderrädern mit jeweils 75 kW und damit eine Maximalleistung von 544 kW (767 PS). Die bei Bremsvorgängen gewonnene Zusatzleistung wird in einen Schwungmassenspeicher übertragen und vom Fahrer auf Knopfdruck abgerufen.
Im Gegensatz zur Konzeptstudie 918 Spyder herrscht im Innenraum des 918 RSR nun schlichte Rennatmosphäre. Statt einer Mittelkonsole mit durchgängig berührungsempfindlicher Benutzeroberfläche aus der Konzeptstudie 918 Spyder hat die neue Studie eine auf das Wesentliche reduzierte Konsole mit Kippschaltern. Anstelle eines zweiten Sitzes ist dort der Schwungradspeicher platziert.
Die auf dem RSR angebrachte Startnummer 22 ist eine Reminiszenz an den Porsche 917K des Martini Racing-Team, Siegerwagen des 24-Stunden-Rennens von Le Mans 1971, der von Helmut Marko und Gijs van Lennep gefahren wurde und mit 5335,313 km einen Distanzrekord aufstellte, der, auch wegen der 1972 und 1990 durchgeführten Umbauten am Circuit des 24 Heures, bis 2010 Bestand hatte.

## 917 Living Legend
Im Jahr 2013 entwarf ein kleines Team aus Weissach eine Hommage an den Porsche 917, Sieger des Le-Mans-Rennens von 1970. Das Chassis, die Hinter- und die Vorderachse basiert auf dem 918, allerdings war ein Achtzylinder-Turbomotor – ohne Hybridtechnik – mit 1000 PS Leistung vorgesehen. Lackiert ist die Studie im sogenannten Salzburg-Design. Ein fahrfähiger Prototyp entstand jedoch nicht. Die Studie steht im Porsche-Museum.